# 국제창가학회

깃발

국제창가학회(영어: Soka Gakkai International; SGI)는 일본의 법화불교계  창가학회의 해외조직이다. 2017년 기준 192개국 1200만 명 신도를 산하에 두고 있다.
일련불법을 기조로 한 평화・문화 교육 추진을 목적으로 1975년 괌에서 51개국 단체가 모여 설립되었다. 설립 당시 명칭은 국제불교도연맹(国際仏教徒連盟, 영어: International Buddhist League; IBL), 회원 수는 150만 명이었다. 일본 창가학회 명예회장 이케다 다이사쿠가 국제창가학회 회장을 겸한다.